# سوباکایوو
سوباکایوو (انگلیسی: Subakayevo) یک شهرک در شهرستان ایگلینسکی استان باشقیرستان کشور روسیه است.